# Gemelli (costellazione)
I Gemelli (in latino Gemini, simbolo:  o ♊) sono una delle 88 costellazioni moderne, ed erano anche una delle 48 costellazioni elencate da Tolomeo. Sono una costellazione zodiacale del cielo settentrionale, attraversata dall'eclittica. Nel cielo boreale fanno parte del cielo invernale, trovandosi tra il Toro a ovest e il poco luminoso Cancro a est, con a nord l'Auriga e la quasi invisibile Lince, e a sud l'Unicorno e il Cane Minore.
La caratteristica che contraddistingue questa costellazione è la presenza delle due brillanti stelle Castore e Polluce, di luminosità molto simile e che hanno suggerito l'idea di due gemelli.

## Caratteristiche

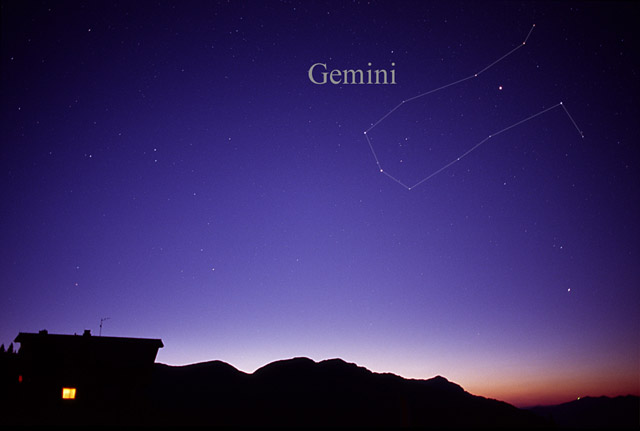
La costellazione dei Gemelli sopra l'orizzonte est

La figura della costellazione è facile da rintracciare in cielo, grazie alla coppia di stelle brillanti, che hanno il nome dei due gemelli Dioscuri della mitologia greca: Castore (α Geminorum), una ben nota stella binaria telescopica (in realtà composta da sei stelle), e Polluce (β Geminorum), che nonostante la lettera greca assegnatale è la più brillante della costellazione. A queste due fa da contraltare la stella Alhena (γ Geminorum), situata dal lato opposto della costellazione.
Le altre stelle sono relativamente deboli (solamente alcune sono visibili da una città), e si presentano allineate su due tratti paralleli che tracciano i confini di un rettangolo che si estende verso sud-ovest, in direzione di Orione; l'angolo più meridionale è segnato dalla già citata Alhena, la terza stella della costellazione per luminosità. La parte occidentale dei Gemelli giace sulla Via Lattea, pertanto in questa direzione abbondano gli oggetti galattici; nonostante ciò, la densità delle stelle di fondo osservabili nei Gemelli a occhio nudo è un po' inferiore rispetto a quella delle costellazioni adiacenti.
Il periodo più propizio per la sua osservazione nel cielo serale va da dicembre a maggio; essendo una costellazione boreale, gli osservatori posti a latitudini settentrionali sono maggiormente favoriti. Tuttavia, la sua declinazione non è fortemente settentrionale, così può essere osservata con facilità anche dall'emisfero sud. Durante le notti dell'inverno boreale i Gemelli sono una delle costellazioni dominanti del cielo, assieme all'Auriga, al Toro, Orione e il Cane Maggiore.

### Stelle principali
- Polluce (β Geminorum) è la stella più luminosa; si tratta di una stella di colore arancione di magnitudine 1,16, la diciassettesima più brillante del cielo. Attorno a essa è stato scoperto un pianeta; la distanza di Polluce è stimata sui 34 anni luce, ed è dunque anche una delle stelle luminose più vicine.
- Castore (α Geminorum) è una stella di colore bianco, famosa per essere in realtà un sistema multiplo costituito da ben sei componenti; ha magnitudine integrata apparente pari a 1,59; la distanza è stimata sui 51 anni luce da noi.
- Alhena (γ Geminorum) è una stella bianca di magnitudine 1,93, ben visibile a nord dell'asterismo del Triangolo invernale; dista 105 anni luce.
- μ Geminorum (Tejat Posterior) è una stella rossa di magnitudine 2,88, spesso usata come riferimento per trovare il cielo l'ammasso M35. Dista da noi 232 anni luce.
- ε Geminorum (Mebsuta) è una stella bianca di magnitudine 3,06; si tratta di una delle stelle più luminose in termini assoluti, con una magnitudine assoluta pari a -4,15. Dista da noi 903 anni luce.

Nel 1781 il pianeta Urano fu scoperto vicino a η Geminorum, da William Herschel. Nel 1930 il pianeta nano Plutone fu scoperto vicino a Wasat (δ Geminorum), da Clyde Tombaugh.

### Stelle doppie
La costellazione dei Gemelli contiene un gran numero di stelle doppie piuttosto luminose.
Fra le coppie di stelle non legate fisicamente, la più notevole è quella formata dalle stelle 64 e 65 Geminorum; di magnitudini 5,07 e 5,01 e dai colori contrastanti, essendo bianca la prima e arancione la seconda; sono distinguibili anche a occhio nudo.
- Il sistema stellare più noto è quello di Castore, un sistema a sei stelle di cui tre sono ben distinguibili anche con strumenti amatoriali; La componente più lontana è di magnitudine 9,3, che ha una separazione di oltre 1 primo d'arco, mentre le due componenti più strette sono due stelle di prima e seconda grandezza separate da pochi secondi d'arco, e dunque distinguibili solo con un telescopio a forti ingrandimenti.
- Un altro sistema molto ampio è quello di ζ Geminorum, una stella di terza magnitudine con due compagne di settima e decima magnitudine separate da oltre 1 primo d'arco; le componenti sono tutte giallastre.
- La 20 Geminorum è composta da due stelle di sesta grandezza entrambe giallastre, separate da circa 20" e alla portata di strumenti amatoriali di media potenza; si trova nella parte meridionale della costellazione.
- La 63 Geminorum è una stella gialla di quinta magnitudine che possiede una compagna di nona grandezza, osservabile solo con potenti strumenti nonostante la separazione, poiché la luminosità della primaria tende a oscurare la secondaria.

| Principali stelle doppie   |                                          |                                          |             |             |                                 |         |
| Nome                       | Coordinate equatoriali all'epoca J2000.0 | Coordinate equatoriali all'epoca J2000.0 | Magnitudine | Magnitudine | Separazione (in secondi d'arco) | Colore  |
| Nome                       | AR                                       | Dec                                      | A           | B           | Separazione (in secondi d'arco) | Colore  |
| 20 Geminorum               | 06h 32m 19s                              | +17° 47′ 03″                             | 6,28        | 6,75        | 20                              | g + g   |
| ε Geminorum                | 06h 48m 16s                              | +11° 08′ 36″                             | 5,03        | 9,6         | 9,2                             | azz + b |
| 38 Geminorum               | 06h 54m 39s                              | +13° 10′ 41″                             | 4,75        | 7,65        | 7,6                             | b + g   |
| ζ Geminorum Aa-B           | 07h 04m 07s                              | +20° 34′ 13″                             | 3,79        | 10,5        | 87                              | g + b   |
| ζ Geminorum Aa-C           | 07h 04m 07s                              | +20° 34′ 13″                             | 3,79        | 7,55        | 96                              | g + b   |
| 45 Geminorum               | 07h 08m 22s                              | +15° 55′ 51″                             | 5,44        | 10,8        | 10,4                            | g + g   |
| λ Geminorum                | 07h 18m 06s                              | +16° 32′ 26″                             | 3,58        | 10,7        | 10,0                            | b + g   |
| δ Geminorum                | 07h 20m 08s                              | +21° 58′ 56″                             | 3,55        | 8,18        | 5,8                             | g + ar  |
| 63 Geminorum               | 07h 27m 45s                              | +21° 26′ 44″                             | 5,22        | 9,5         | 43                              | g + g   |
| α Geminorum (Castore) AB   | 07h 34m 36s                              | +31° 53′ 19″                             | 1,94        | 2,92        | 3,5                             | b + b   |
| α Geminorum (Castore) AB-C | 07h 34m 36s                              | +31° 53′ 19″                             | 1,57        | 9,3         | 73                              | b + r   |
| κ Geminorum                | 07h 44m 27s                              | +24° 23′ 53″                             | 3,57        | 9,4         | 7,1                             | g + g   |
| π Geminorum AB             | 07h 47m 30s                              | +33° 24′ 57″                             | 5,14        | 10,3        | 21,0                            | r + b   |
| π Geminorum AC             | 07h 47m 30s                              | +33° 24′ 57″                             | 5,14        | 10,0        | 92                              | r + b   |

### Stelle variabili
Molte delle stelle variabili della costellazione hanno una magnitudine massima più luminosa della 8,0.
Una delle più famose, sebbene sia poco brillante, è la U Geminorum, il prototipo della classe delle novae nane; si tratta di stelle che ciclicamente sono soggette a improvvisi aumenti di luminosità a causa dell'improvvisa reazione di fusione del materiale acquisito da una nana bianca strappandolo a una compagna con cui è in interazione fisica.
Fra le variabili più luminose vi è la ζ Geminorum, una variabile Cefeide le cui pulsazioni, che avvengono nell'arco di circa dieci giorni, sono percepibili anche a occhio nudo prendendo come riferimento altre stelle vicine. Un'altra Cefeide, meno brillante e osservabile con un binocolo, è la W Geminorum.
Nella costellazione sono presenti diverse variabili irregolari molto luminose, come la μ Geminorum, una gigante rossa che oscilla di alcuni decimi di magnitudine; altre irregolari visibili a occhio nudo o con un piccolo strumento sono la NP Geminorum e la BU Geminorum, che in fase di massima sono anche visibili a occhio nudo sotto cieli molto bui.
Le Mireidi sono in genere poco luminose; le più appariscenti in fase di massima sono la R Geminorum e la V Geminorum, che però restano di sesta o settima grandezza.
| Principali stelle variabili |                                          |                                          |             |             |                  |                         |
| Nome                        | Coordinate equatoriali all'epoca J2000.0 | Coordinate equatoriali all'epoca J2000.0 | Magnitudine | Magnitudine | Periodo (giorni) | Tipo                    |
| Nome                        | AR                                       | Dec                                      | Max.        | Min.        | Periodo (giorni) | Tipo                    |
| R Geminorum                 | 07h 07m 21s                              | +22° 42′ 13″                             | 6,0         | 14,0        | 369,63           | Mireide                 |
| U Geminorum                 | 07h 55m 05s                              | +22° 00′ 04″                             | 8,80        | 14,20       | 101,8:           | Nova nana (prot. U Gem) |
| V Geminorum                 | 07h 23m 09s                              | +13° 06′ 05″                             | 7,0         | 14,9        | 274,8            | Mireide                 |
| W Geminorum                 | 06h 34m 57s                              | +15° 19′ 50″                             | 6,54        | 7,38        | 7,9138           | Cefeide                 |
| X Geminorum                 | 06h 47m 07s                              | +30° 16′ 34″                             | 7,5         | 13,8        | 264,16           | Mireide                 |
| BN Geminorum                | 07h 37m 06s                              | +16° 54′ 15″                             | 6,00        | 6,60        | -                | Irregolare              |
| BQ Geminorum                | 07h 13m 22s                              | +16° 09′ 32″                             | 6,63        | 7,02        | 50:              | Semiregolare            |
| BU Geminorum                | 06h 12m 19s                              | +22° 54′ 31″                             | 5,74        | 8,10        | -                | Irregolare              |
| IS Geminorum                | 06h 49m 41s                              | +32° 36′ 24″                             | 6,60        | 7,30        | 47:              | Semiregolare pulsante   |
| NP Geminorum                | 07h 02m 26s                              | +17° 45′ 20″                             | 5,89        | 6,04        | -                | Irregolare              |
| NQ Geminorum                | 07h 31m 55s                              | +24° 30′ 13″                             | 7,40        | 7,99        | 70:              | Semiregolare            |
| NZ Geminorum                | 07h 42m 03s                              | +14° 12′ 31″                             | 5,52        | 5,72        | -                | Semiregolare            |
| OT Geminorum                | 07h 24m 28s                              | +15° 31′ 02″                             | 6,00        | 6,44        | -                | Irregolare              |
| ζ Geminorum                 | 07h 04m 07s                              | +20° 34′ 13″                             | 3,62        | 4,18        | 10,151           | Cefeide                 |
| η Geminorum                 | 06h 14m 53s                              | +22° 30′ 25″                             | 3,15        | 3,90        | 232,9            | Semiregolare            |
| μ Geminorum                 | 06h 22m 58s                              | +22° 30′ 50″                             | 2,75        | 3,02        | -                | Irregolare              |
| ο Geminorum                 | 07h 39m 10s                              | +34° 35′ 05″                             | 4,13        | 4,29        | 19,423           | Eclisse                 |

## Oggetti del profondo cielo

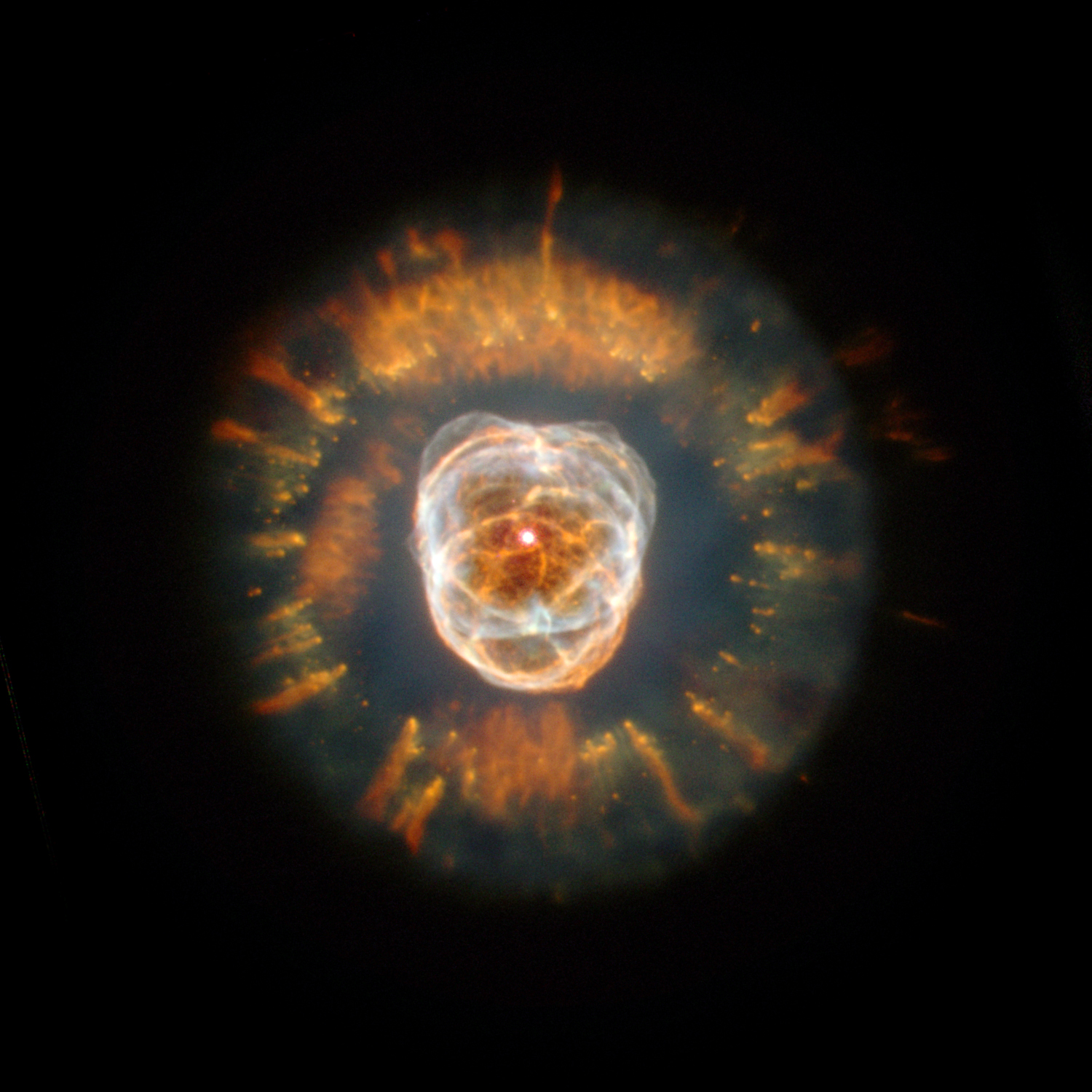
La Nebulosa Eschimese

La costellazione giace nella parte occidentale sulla Via Lattea, in opposizione al centro galattico, ma in un'area comunque ricca di oggetti celesti non stellari.
L'oggetto del profondo cielo più brillante nei Gemelli è M35, un ammasso aperto di quinta magnitudine, posto a 2.800 anni luce dalla Terra; si trova a nordovest di η Geminorum, vicino al bordo ovest della costellazione, ed è visibile anche a occhio nudo se la notte è particolarmente nitida. Un binocolo 10x50 è già sufficiente per risolverlo parzialmente in stelle. A breve distanza si trova anche NGC 2158, molto più remoto e compatto, la cui individuazione è facilitata dalla presenza del precedente. Altri piccoli ammassi remoti o poco concentrati sono osservabili anche nella parte orientale della costellazione, come NGC 2331 e NGC 2420; quest'ultimo in particolare è uno degli ammassi più antichi conosciuti, anche se meno vecchio di M67, ed è facile da risolvere anche con piccoli telescopi.
Tra le nebulose planetarie la più notevole è la Nebulosa Eschimese (NGC 2392), posta verso il centro-sud della costellazione, il cui nome deriva dal fatto che somiglia alla testa di una persona racchiusa dal cappuccio di una giacca a vento. Può essere osservata con un telescopio di media potenza, ma la sua struttura a doppio anello diventa visibile nelle fotografie o con forti ingrandimenti in strumenti di grande diametro.
La zona occidentale dei Gemelli, verso il confine col Toro e Orione, è ricca di nebulosità, anche se sono per lo più deboli e ben evidenti soprattutto nelle fotografie. Fra queste spicca IC 443, un resto di supernova visibile con un telescopio di grande diametro con l'ausilio di filtri.
| Principali oggetti non stellari |                                          |                                          |                     |             |                                        |                                     |
| Nome                            | Coordinate equatoriali all'epoca J2000.0 | Coordinate equatoriali all'epoca J2000.0 | Tipo                | Magnitudine | Dimensioni apparenti (in primi d'arco) | Nome proprio                        |
| Nome                            | AR                                       | Dec                                      | Tipo                | Magnitudine | Dimensioni apparenti (in primi d'arco) | Nome proprio                        |
| NGC 2158                        | 06h 07m 26s                              | +24° 05′ 46″                             | Ammasso aperto      | 8,6         | 5                                      |                                     |
| M35                             | 06h 08m 56s                              | +24° 21′ 28″                             | Ammasso aperto      | 5,1         | 28                                     |                                     |
| IC 443                          | 06h 16m 54s                              | +22° 47′ 00″                             | Resto di supernova  | -           | 50 x 40                                |                                     |
| NGC 2331                        | 07h 07m 00s                              | +27° 15′ 42″                             | Ammasso aperto      | 8,5         | 18                                     |                                     |
| NGC 2357                        | 07h 17m 41.0s                            | +23° 21′ 24″                             | Galassia            | 14          | 4,26 x 0,35                            |                                     |
| NGC 2392                        | 07h 29m 11s                              | +20° 54′ 42″                             | Nebulosa planetaria | 9,1         | 0,8 x 0,7                              | Nebulosa Eschimese o Nebulosa Clown |
| NGC 2395                        | 07h 27m 13s                              | +13° 36′ 29″                             | Ammasso aperto      | 8,0         | 12                                     |                                     |
| NGC 2420                        | 07h 38m 24s                              | +21° 34′ 27″                             | Ammasso aperto      | 8,3         | 10                                     |                                     |
| Abell 21                        | 07h 29m 03s                              | +13° 14′ 48″                             | Nebulosa planetaria | 14,1        | 8 x 8                                  | Nebulosa Medusa                     |

## Sistemi planetari
Uno dei sistemi planetari scoperti nei Gemelli appartiene alla sua stella più brillante, Polluce; infatti possiede un gigante gassoso con una massa poco più che doppia rispetto a quella di Giove, che orbita a 1,6 UA di distanza media. HD 50554 ha un pianeta ancora più grande in orbita a circa 2,3 UA, mentre HD 59686 possiede anch'essa un massiccio pianeta a poco meno di 1 UA di distanza.
| Sistemi planetari |                                          |                                          |             |                   |                              |
| Nome del sistema  | Coordinate equatoriali all'epoca J2000.0 | Coordinate equatoriali all'epoca J2000.0 | Magnitudine | Tipo di stella    | Numero di pianeti confermati |
| Nome del sistema  | AR                                       | Dec                                      | Magnitudine | Tipo di stella    | Numero di pianeti confermati |
| HD 50554          | 06h 54m 43s                              | +24° 14′ 44″                             | 6,86        | Nana gialla       | 1 (b)                        |
| BD+20°1790        | 07h 23m 44s                              | +20° 24′ 59″                             | 9,93        | Nana arancione    | 1 (b)                        |
| HD 59686          | 07h 31m 48s                              | +17° 05′ 10″                             | 5,45        | Gigante arancione | 1 (b)                        |
| Polluce           | 07h 45m 19s                              | +28° 01′ 35″                             | 1,16        | Gigante arancione | 1 (b)                        |

## Mitologia

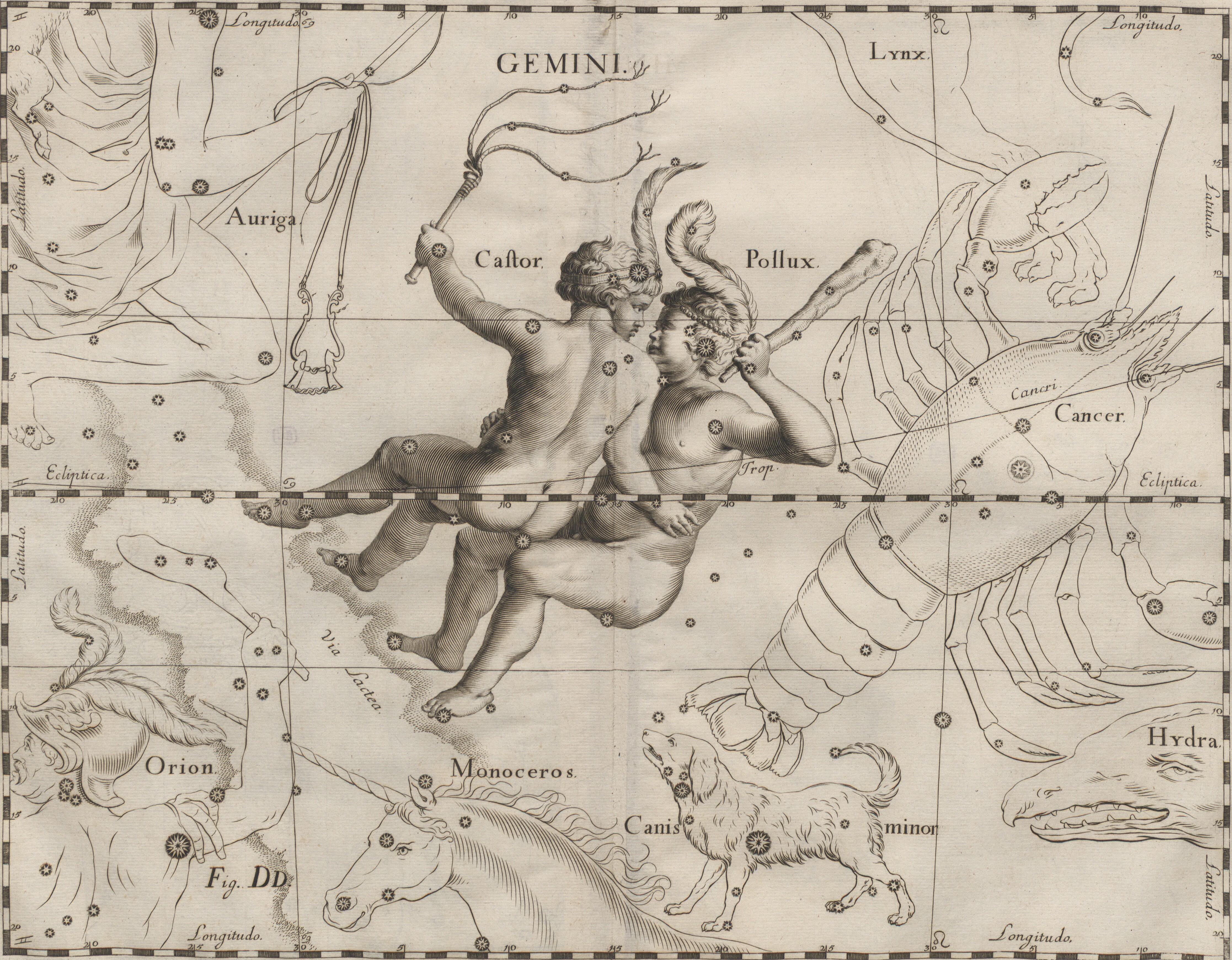
Gli inseparabili Gemelli Castore e Polluce, commemorati nella costellazione dei Gemelli, qui raffigurati da Johannes Hevelius. Le stelle Castore e Polluce segnano i punti delle teste dei gemelli.

La costellazione dei Gemelli rappresenta i gemelli Castore e Polluce; ai Greci essi erano noti come i Dioscuri, che letteralmente significa «figli di Zeus». I mitologi, però, non furono tutti d'accordo sul fatto che fossero entrambi veramente figli di Zeus, a causa delle insolite circostanze della loro nascita. La loro madre era Leda, regina di Sparta, alla quale fece un giorno visita Zeus, sotto forma di cigno (rappresentato nella costellazione del Cigno). Quella stessa notte Leda giacque anche con il marito, il re Tindaro. Entrambe le unioni furono allietate da prole, poiché in seguito Leda diede alla luce quattro bambini. Secondo la versione più comunemente accettata, Polluce ed Elena (la futura famosa Elena di Troia) erano figli di Zeus, e quindi immortali, mentre Castore e Clitennestra erano figli di Tindaro, e quindi erano mortali.
Castore e Polluce crebbero molto legati l'uno all'altro, non litigarono mai né mai agirono senza prima consultarsi. Si diceva che si assomigliassero molto fisicamente e che persino si vestissero allo stesso modo, come spesso fanno i gemelli. Castore fu un famoso cavaliere e guerriero e insegnò a Eracle a tirare di scherma, mentre Polluce fu un campione di pugilato.
Gli inseparabili gemelli si unirono alla spedizione di Giasone e degli Argonauti alla ricerca del vello d'oro. Le abilità pugilistiche di Polluce tornarono utili quando gli Argonauti approdarono in una regione dell'Asia Minore governata da Amico, un figlio di Poseidone. Amico non permetteva ai visitatori di andarsene se prima non si battevano con lui in un incontro di pugilato che, invariabilmente lo vedeva vincitore. Si recò sulla spiaggia dove la nave era agli ormeggi e sfidò l'equipaggio a trovare qualcuno che l'affrontasse. Polluce, istigato dall'arroganza di quell'uomo, accettò immediatamente e i due tirarono fuori i guantoni di cuoio. Polluce evitò facilmente gli assalti del suo avversario, come un torero quando si fa di lato per evitare la carica del toro, e atterrò Amico con un colpo alla testa che gli spaccò il cranio.
Durante il viaggio di ritorno degli Argonauti, dopo che avevano conquistato il vello d'oro, Castore e Polluce furono ancora utili ai loro compagni. Apollonio Rodio racconta brevemente che durante il percorso dalla foce del Rodano alle isole Stoechades (le attuali isole di Hyères, al largo di Tolone) gli Argonauti si salvarono grazie a Castore e Polluce. Presumibilmente ciò avvenne durante una tempesta, ma lo scrittore non specifica bene le circostanze. Da quell'episodio in poi, dice Apollonio - ed egli ci assicura che ci furono altri viaggi durante i quali i due salvarono gli equipaggi - i gemelli diventarono i protettori dei marinai. Igino sostiene che il potere di salvare i marinai vittime di naufragi fu dato loro da Poseidone, il dio del mare, che anche regalò loro i cavalli bianchi che spesso cavalcarono.
I marinai credevano che durante le bufere in mare i gemelli apparissero sugli alberi delle navi grazie a un fenomeno di elettricità atmosferica conosciuto come Fuoco di sant'Elmo, come descrive Plinio il Vecchio, lo scrittore latino del I secolo d.C., nel suo libro Storia naturale:

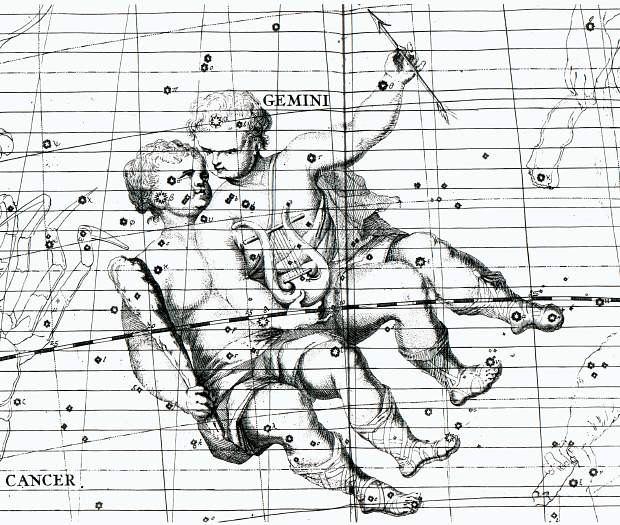
Illustrazione dei Gemelli ad opera di John Flamsteed. Castore ha nelle mani una lira e una freccia, Polluce tiene un bastone

Un unico bagliore si chiamava un «Elena» ed era considerato presagio di disastro.
Castore e Polluce si scontrarono con un'altra coppia di gemelli, Idas e Linceo, a proposito di due belle donne. Idas e Linceo (che erano anche membri dell'equipaggio della nave Argo) erano fidanzati con Febe e Ilaria, ma Castore e Polluce gliele rubarono. Ida e Linceo li inseguirono e le due coppie di gemelli si batterono. Castore fu trafitto da una spada sguainata da Linceo, che fu subito ucciso da Polluce. Idas attaccò Polluce ma fu respinto da una folgore di Zeus.
Un'altra storia dice che le due coppie di gemelli si riappacificarono dopo la lite per le due donne, ma vennero alle mani a causa della divisione di certi capi di bestiame che avevano rubato insieme. Comunque siano andate le cose, Polluce pianse il suo fratello morto e chiese a Zeus di concedere a entrambi l'immortalità. Zeus li sistemò insieme in cielo come la costellazione dei Gemelli, dove sono raffigurati abbracciati, inseparabili per l'eternità.
Arato di Soli si riferì alla costellazione semplicemente come ai Gemelli, senza identificarli, ma Eratostene li chiamò Castore e Polluce. Un punto di vista alternativo, riportato da Igino, dice che la costellazione rappresenti Apollo ed Eracle, entrambi figli di Zeus ma non gemelli. Tolomeo sostenne quest'interpretazione; le due stelle che noi conosciamo come Castore e Polluce da lui furono chiamate «la stella di Eracle» e «la stella di Apollo». Questa identificazione non si trova nel famoso Almagesto di Tolomeo, ma in un trattato chiamato Tetrabiblos, che parla d'astrologia. Parecchie carte celesti identificano i gemelli con Apollo ed Eracle; nell'illustrazione qui riportata di John Flamsteed, per esempio, un gemello tiene in una mano la lira e nell'altra una freccia, che sono gli attributi di Apollo, mentre l'altro impugna un bastone, l'arma preferita di Eracle.
Le due stelle più brillanti della costellazione si chiamano Castore e Polluce e indicano i punti delle teste dei gemelli. Gli astronomi hanno scoperto che in realtà Castore è un sistema di sei stelle tenute insieme dalla forza di gravità. Polluce è una stella gigante arancione. Differentemente dai gemelli che rappresentano, le stelle Castore e Polluce non sono collegate poiché si trovano a distanze differenti da noi. Eta dei Gemelli si chiama Propus che in greco significa «piede davanti», un nome che fa la sua prima apparizione in Eratostene.

## Astrologia
A causa del fenomeno della precessione degli equinozi, non esiste più alcuna corrispondenza sulla volta celeste fra la costellazione astronomica dei Gemelli e il relativo segno zodiacale, sebbene, secondo gli astrologi, le caratteristiche ascritte in astrologia al segno zodiacale corrispondente sarebbero in realtà relative al simbolismo della figura che le stelle nella volta celeste ritraggono, e non come erroneamente si pensa alla loro intrinseca posizione.

## Archeoastronomia
Alcuni studiosi locali ritengono che la costellazione dei Gemelli sia servita da modello per la costruzione dell'Acropoli di Alatri.